# Margo clausa
Margo clausa är en tvåvingeart som beskrevs av Mcalpine 1991. Margo clausa ingår i släktet Margo och familjen Marginidae.
Artens utbredningsområde är Madagaskar. Inga underarter finns listade i Catalogue of Life.